# Leuchtturm Wittenbergen
Der Leuchtturm Wittenbergen bildet seit 1900 zusammen mit dem Leuchtturm Tinsdal die Richtfeuerlinie Wittenbergen–Tinsdal für elbabwärts fahrende Schiffe im Hamburger Stadtteil Rissen.

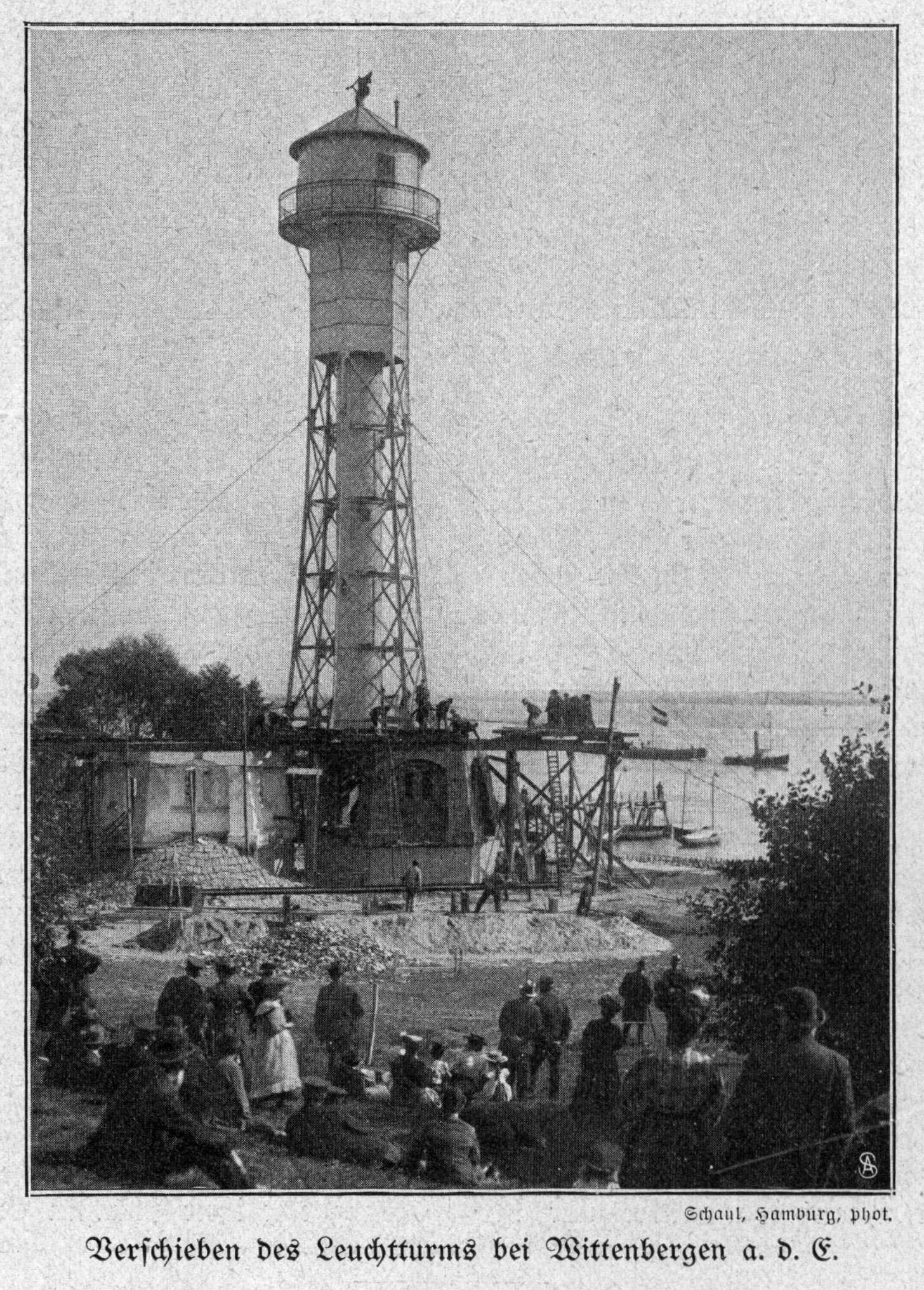
„Verschieben des Leuchtturms“, 1905

Der Bau der Stahlgittertürme begann 1899, zeitgleich mit dem Leuchtturm Billerbek, der bis 1960 zusammen mit dem Leuchtturm Tinsdal die Richtfeuerlinie Billerbek–Tinsdal bildete.
Auf Grund einer Fahrwasserveränderung der Unterelbe wurde das 30 Meter hohe und vier Tonnen schwere Unterfeuer im September 1905 um neun Meter nach Süden versetzt.

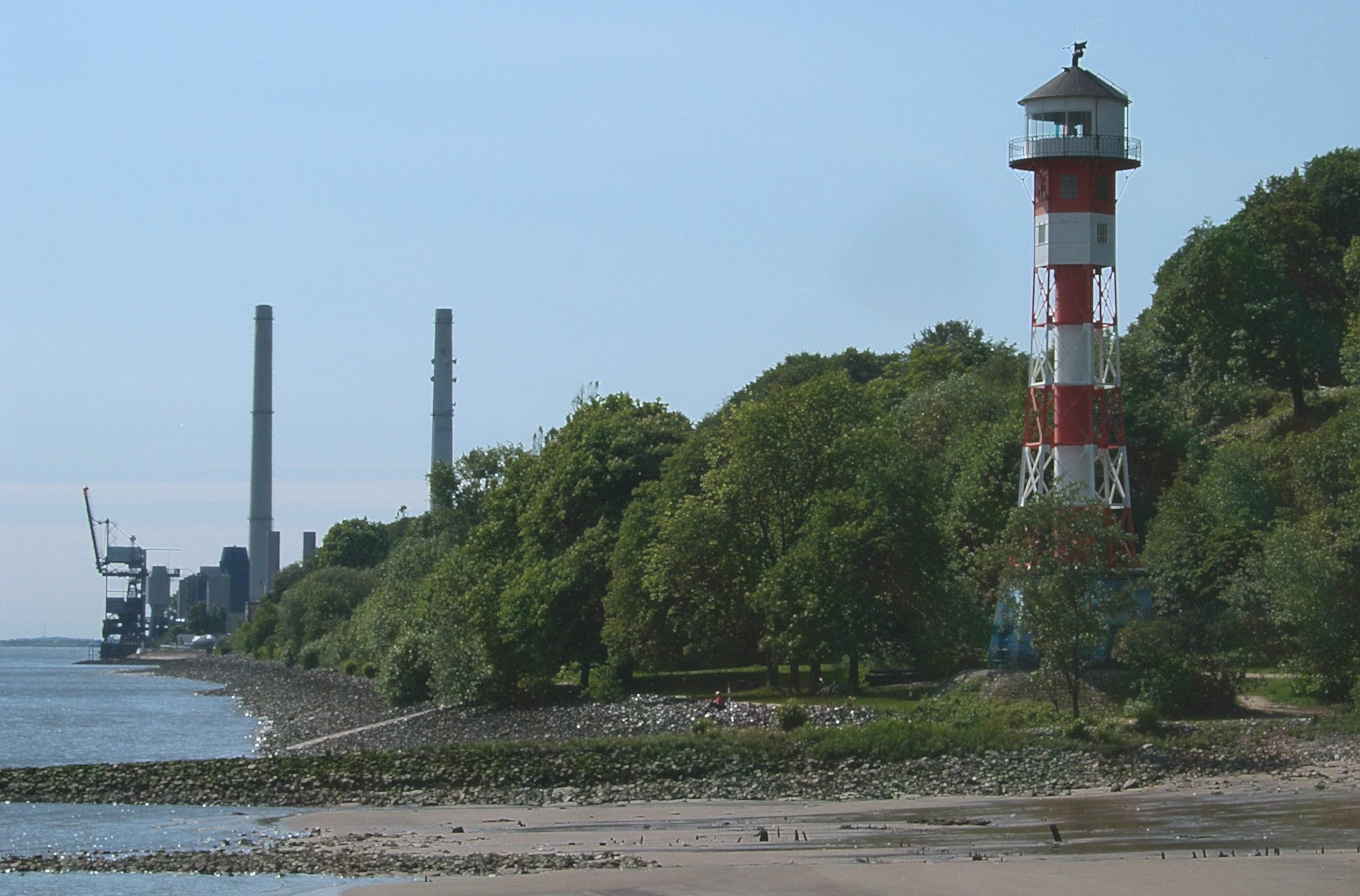
Unterfeuer Wittenbergen, dahinter Kraftwerk Wedel

Bei einer weiteren Umbaumaßnahme im Jahr 1927 wurde die Petroleumlampe mit Otterblenden gegen eine rundum verglaste Flüssiggaslaterne mit Gürteloptiken, 375 Millimeter Brennweite Richtfeuerlinie und 187,5 Millimeter Brennweite Quermarkenfeuer ausgetauscht. Außerdem erhielt er das bis heute bestehende Farbkleid. Der Turm ist seit 1966 elektrifiziert, wird seit 1979 ferngesteuert und ist heute mit Doppelsignalscheinwerfer (2 mal 60 Watt) mit einer Sichtweite von 14,3 Seemeilen ausgestattet.
Der Leuchtturm Wittenbergen steht seit dem 31. März 2004 unter Denkmalschutz und gehört zu den ältesten Stahl-Leuchttürmen der Bauweise Treppenrohr mit Gratsparren.